# Illa de Santa Luzia
L'illa de Santa Luzia és una illa del grup d'illes de Barlavento de l'arxipèlag de Cap Verd. Actualment deshabitada, l'illa va albergar una petita comunitat d'agricultors en el segle xviii.

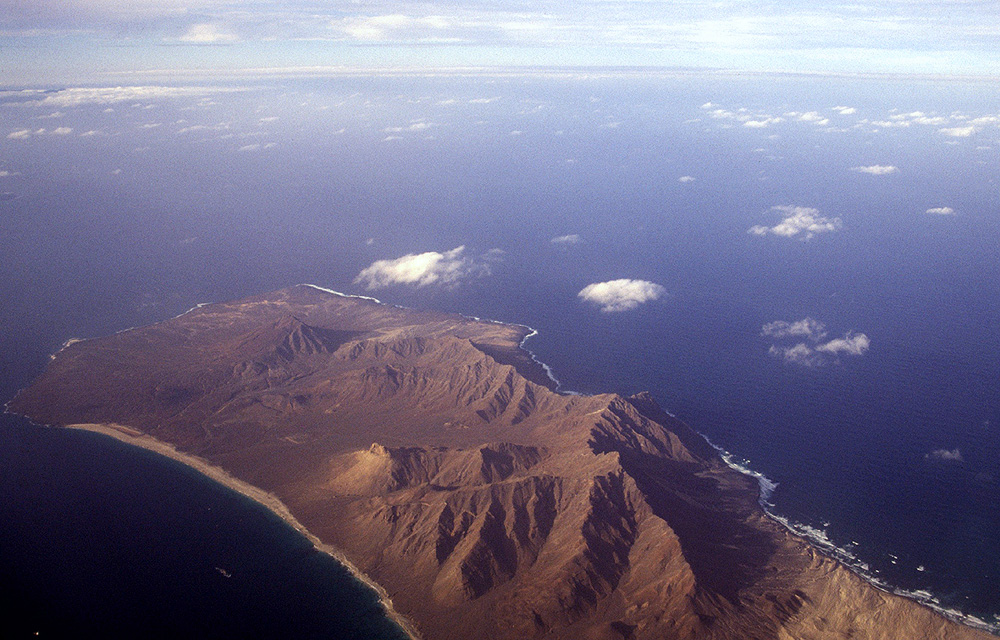
Vista aèria de Santa Luzia en 1999

Administrativament pertany al concelho de São Vicente, amb seu a la veïna illa homònima i situada a 5 milles d'ella. L'illa de Santa Luzia i els illots adjacents (Branco i Raso) constitueixen una reserva natural.

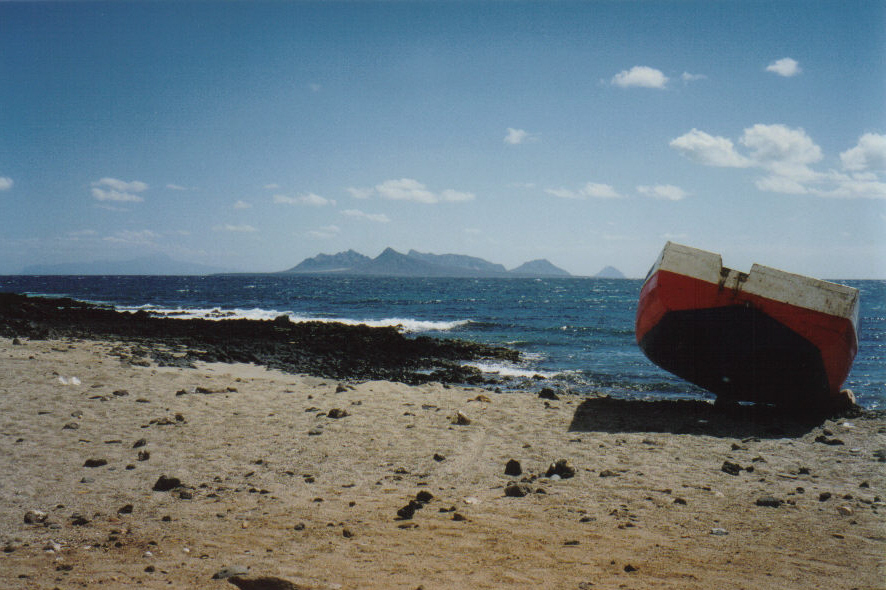
Santa Luzia vista des de Calhau

Curiosament, diverses illes de Cap Verd tenen noms de sants (la major part corresponents al dia en què van ser descobertes), Santa Luzia és l'única que té nom de santa.
El paisatge està constituït per muntanyes escarpades al nord, i al sud estan les platges i dunes de sorra blanca.

## Fauna
La fauna marina de l'illa és bastant rica i diversificada. És un dels llocs de fresi de les tortugues, i són l'hàbitat de moltes espècies de peixos i mariscs.

## Història
La muntanya submarina es va formar fa al voltant de 122 milions d'anys de l'antiga escorça oceànica durant el Cretaci.
Durant l'Edat de Gel, Santa Luzia juntament amb São Vicente i Santo Antão eren una part de l'illa del Nord-Oest, que tenia uns 1.500 km². Del 5000 al 4000 aC l'illa es va dividir i es formaren l'illa de Santa Luzia i els illots Ilhéu Branco i Raso després que els nivells del mar van pujar a l'última edat de gel.
L'illa fou descoberta el 1462 en el dia de Santa Llúcia. L'illa mai no fou colonitzada de manera sostenible, i posteriorment va allotjar una petita població que vivia de l'agricultura al segle xviii. Els primers colons van venir de São Nicolau, un dels primers assentaments a la regió inclosa l'illa de São Vicente. Entre 1831 i 1833 la desertització provocà el seu abandó, encara que més tard i albergà una ermita. Els pastors usaren l'illa com a pastura del seu ramat de cavalls, ases i mules. Hi viu una espècie única de llangardaix. En el segle XX s'hi construí una estació meteorològica. Actualment hi pesquen pescadors de l'illa veïna de São Vicente.
En 2003 Santa Luzia i els dos illots orientals d'Ilhéu Branco i Raso foren declarats àrea protegida com a Reserva Natural de Santa Luzia. A l'illa hi ha flora i fauna en perill d'extinció.

## Accidents geogràfics
Promontoris:
- Ponta dos Piquinhas - el punt més septentrional de l'illa
- Ponta de Salina - nord
- Ponta do Crioulo - nord-est, el punt més oriental de l'illa
- Ponta da Mãe Grande - est
- Ponta dos Tarafes - sud-est
- Ponta da Laje de Areia - sud
- Ponta de Praia - oest
- Ponta Branca - el punt més occidental de l'illa

Corrents
- Corrent del nord
- Ribeira do Melãs - centre-oriental
- Dos corrents oroentals
- Corrent oriental de Monte Espia
- Ribeira de Casa
- Quatre corrents més buits a Praia de Palmea Testão
- Ribeira do Curral
- Ribeira de Ponta Branca
- Ribeira de Agua Doce

Platges:
- Praia do Castelo
- Praia de Roque - el punt més meridional de l'illa
- Praia de Prainha Branca - sud
- Praia de Palmea Testão - sud-oest